# Stare Kurowo
Stare Kurowo (Duits: Altkarbe) is een dorp in het Poolse woiwodschap Lubusz, in het district Strzelecko-drezdenecki. De plaats maakt deel uit van de gemeente Stare Kurowo en telt 2100 inwoners.

## Verkeer en vervoer
- Station Stare Kurowo